# La Chanson du mal-aimé (pel·lícula)
La Chanson du mal-aimé és una pel·lícula de comèdia dramàtica de coproducció francesa i txecoslovaca del 1980 dirigida per Claude Weisz i estrenada al 34è Festival Internacional de Cinema de Canes.

## Sinopsi
Biografia del poeta avantguardista francès Guillaume Apollinaire prenent com a punt de partida el seu poema La Chanson du mal-aimé.

## Repartiment
- Rufus : Guillaume Apollinaire
- Catherine Belkhodja
- Madelon Violla
- Barbara Ward
- Philippe Avron
- Christine Boisson
- Robert Powell
- Béatrice Bruno
- Mark Burns
- Vera Galatíková
- Paloma Matta
- Philippe Clévenot
- Daniel Mesguich
- Naïma Taleb